# Rivière Ontaritzi
La rivière Ontaritzi est un affluent de la rivière Jacques-Cartier, coulant dans la municipalité de Sainte-Catherine-de-la-Jacques-Cartier, dans la municipalité régionale de comté (MRC) La Jacques-Cartier, dans la région administrative de la Capitale-Nationale, dans la province de Québec, Canada.
La vallée de la rivière Ontaritzi est surtout desservie du côté nord par la route de Duchesnay.
L'économie de cette zone est surtout résidentielle et la villégiature ; la foresterie est la principale activité économique du secteur du côté sud et ouest. Situé au nord-ouest de la ville de Québec, le lac Saint-Joseph est un site très fréquenté pour les activités récréotouristiques dont la villégiature.
La surface de la rivière Ontaritzi (sauf les zones de rapides) est généralement gelée de début décembre à fin mars ; la circulation sécuritaire sur la glace se fait généralement de fin décembre à début mars. Le niveau de l'eau de la rivière varie selon les saisons et les précipitations.

## Géographie
Les principaux bassins versants voisins de la rivière Ontaritzi sont :
- côté nord : lac Saint-Joseph, rivière aux Pins ;
- côté est : rivière Jacques-Cartier ;
- côté sud : rivière Jacques-Cartier, fleuve Saint-Laurent ;
- côté ouest : lac Sergent, rivière Sainte-Anne.

À partir du barrage de Duchesnay situé à l'embouchure du lac Saint-Joseph le cours de la rivière descend sur 4,8 km selon les segments suivants :
- 0,3 km vers le sud-ouest jusqu'au pont routier de la route 367 ;
- 0,4 km en formant une boucle vers l'ouest, jusqu'à la confluence de deux ruisseaux (venant de l'ouest) ;
- 3,6 km vers l'est en longeant plus ou moins la route 367 qui s'avère une zone résidentielle et en formant un crochet de 200 m. vers l'ouest, puis vers le sud, jusqu'à un ruisseau (venant de l'ouest). Note : ce segment de rivière contourne une montagne dont le sommet atteint 230 m ;
- 0,5 km vers l'est en coupant une route, jusqu'à son embouchure[2].

La rivière Ontaritzi se déverse sur la rive nord-ouest de la rivière Jacques-Cartier. À partir de cette confluence, le courant descend sur 15,4 km généralement vers les sud en suivant le cours de la rivière Jacques-Cartier laquelle se déverse sur la rive nord-ouest du fleuve Saint-Laurent.

## Toponymie
En 1976, l'Association des riverains de l'Ontaritzi, souhaitant faire revivre la dénomination jadis utilisée par les Wendats (Hurons), demandait que le nom Décharge du lac Saint-Joseph ou rivière Duchesnay soit changé pour celui de rivière Ontaritzi, ce qui fut fait. À l'origine, la dénomination Ontaritzi s'appliquait plus au lac qu'à sa décharge.
Le plan de Nicolas Vincent, chef wendat de Lorette, dressé en 1829, attribue à ce lac le nom Ontaritai. Dans le répertoire Lovell de l'Amérique du Nord britannique de 1873, on indique lac Ontaritzi ou Saint-Joseph. Plusieurs hypothèses sont avancées sur la signification de ce toponyme : « lac des grands vents », « passer un lac », de ontaretse ou antaritaie, ou bien « là où il fait chaud », de otarixhein.
Le toponyme rivière Ontaritzi a été officialisé le 2 octobre 1980 à la Banque des noms de lieux de la Commission de toponymie du Québec.